# 保険事故
保険事故（ほけんじこ、英: Insurance claim incident, Insurance accident）とは、保険において保険者の保険金支払義務を具体化させる事故、つまり、当該事故が発生したときに保険者が保険金の支払いをしなければならない事実をいう。偶然なものでなければならないが、いつか必ず発生するといったものでもよい。
例示すると、生命保険の場合は人の死亡、火災保険の場合は火災による建物等の焼失、損害賠償責任保険の場合は一定の事由による損害賠償責任の発生などが保険事故に当たる。
特殊な例として、預金保険においては「金融機関の預金等の払戻しの停止」および「金融機関の営業免許の取消し、破産手続開始の決定又は解散の決議」を保険事故と定義している（預金保険法第49条第2項）。